# Saint-Germain-d'Anxure
Saint-Germain-d'Anxure è un comune francese di 317 abitanti situato nel dipartimento della Mayenne nella regione dei Paesi della Loira.

## Società

### Evoluzione demografica
Abitanti censiti